# Petr Králíček
Petr Králíček (20. prosince 1946 – 19. listopadu 2012) byl český fotbalista, pravý obránce.

## Fotbalová kariéra
V československé lize nastoupil za Bohemians Praha ke 112 utkáním a dal 10 gólů. V Poháru UEFA nastoupil ve 2 utkáních. V nižších soutěžích hrál i za DP Xaverov.

## Ligová bilance
| Ročník                                   | Zápasy | Góly | Minuty | Klub            |
| ---------------------------------------- | ------ | ---- | ------ | --------------- |
| 1. československá fotbalová liga 1973/74 | 19     | 1    | -      | Bohemians Praha |
| 1. československá fotbalová liga 1974/75 | 26     | 4    | -      | Bohemians Praha |
| 1. československá fotbalová liga 1975/76 | 30     | 2    | -      | Bohemians Praha |
| 1. československá fotbalová liga 1976/77 | 30     | 3    | -      | Bohemians Praha |
| 1. československá fotbalová liga 1977/78 | 7      | 0    | 566    | Bohemians Praha |
| Česká národní fotbalová liga 1978/79     | -      | -    | -      | DP Xaverov      |
| CELKEM 1. liga                           | 112    | 10   | -      |                 |